# Rocznik miechowski
Rocznik miechowski – rocznik pochodzący z XIV wieku, uzupełniany współcześnie do 1434 roku.
Rocznik spisano na trzech kartach, włączonych w XV w. do większego kodeksu. W rękopisie z XIV w. zapiski wykonywane były jedną ręką do 1388, a następnie kilkunastoma rękami do 1434. Rękopis Rocznika miechowskiego spłonął w 1944 w Warszawie. Zachowały się jednak fotografie kart wykonane w okresie międzywojennym.
Oryginalna część Rocznika miechowskiego rozpoczyna się od 1290. Początek obejmuje 21 krótkich zapisek i stanowi wyciąg z innych roczników. Dalsza część stanowi jedno z najcenniejszych źródeł do dziejów Polski w XIV i na początku XV wieku. Zasadnicza część rocznika koncentruje się na wydarzeniach związanych z działalnością bożogrobców z Miechowa.
W Miechovii Samuela Nakielskiego zawarte są fragmenty zaczerpnięte z jakiejś rękopiśmiennej księgi klasztornej, różniące się od zachowanej wersji rocznika, stąd przypuszczenie badaczy, że istniał jeszcze jeden dawniejszy rocznik miechowski, sięgający co najmniej roku 1348.